# 張治樞
张治枢（1543年7月18日—1586年8月16日），字明励，號環中，福建泉州府晋江县人，明朝政治人物，四川按察使张治具的弟弟。

## 生平
隆庆四年（1570年）庚午科福建鄉試第七十七名，萬曆八年（1580年）庚辰科會試第一百七十六名，登二甲第三十四名進士。吏部觀政，本年丁憂归乡。十一年授官户部四川司主事，复督饷浙江，十四年病死于任内，年四十四。

## 家族
曾祖張儼，曾任壽官；祖父張鑑，曾任壽官；父張嶤，贈文林郎監察御史。母林氏（封太孺人）。林氏是江西道御史林潮的妹妹。林氏共生二子，长子为四川按察使张治具，张治枢为次子。